# Weingut Josef Spreitzer

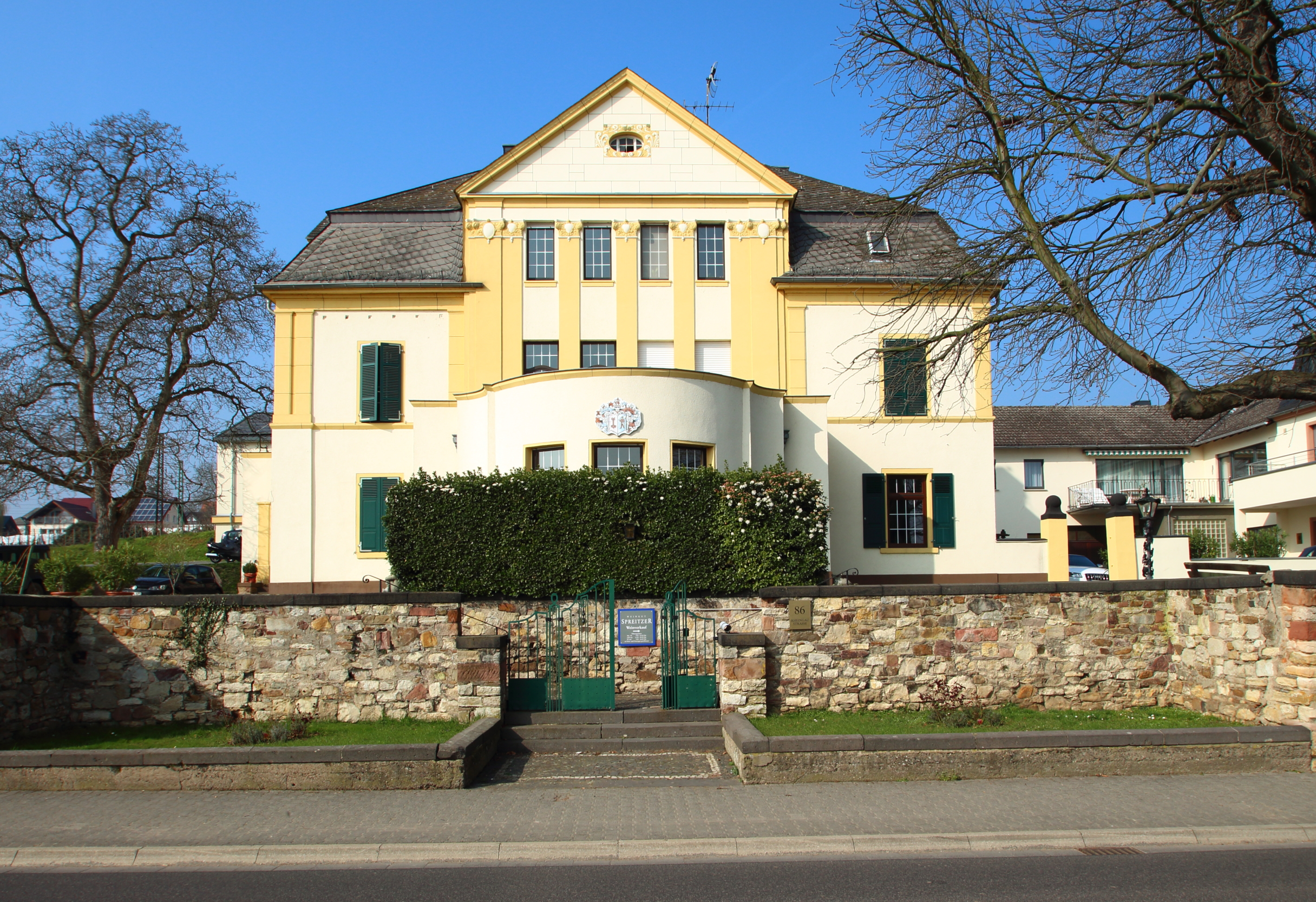
Weingut Josef Spreitzer

Das Weingut Josef Spreitzer ist ein Weingut in Oestrich im deutschen Weinbaugebiet Rheingau. Es gehört seit 1999 dem Verband Deutscher Prädikatsweingüter (VDP) an.

## Geschichte
Das Weingut gilt als einer der ältesten Betriebe in Oestrich, seit 1641 werden hier Trauben verarbeitet. Ein 1743 erbauter Gewölbekeller zur Weinlagerung besteht noch heute. Die Verwaltung befindet sich in einer sanierten Gründerzeitvilla in der Nähe des Rheins. Das Gut wurde von Bernhard Spreitzer geführt, der es 1997 an seine Söhne Andreas und Bernd Spreitzer übergab.

## Lagen
Die Rebfläche des Guts beträgt 24 Hektar, wovon 97 % mit Riesling und 3 % mit Spätburgunder bestockt sind. Die Reben werden durch Begrünung der Zeilen und eingesätem Winterkorn naturnah angebaut. Die bekanntesten Lagen sind der Doosberg, das Oestricher Lenchen, der Winkeler Jesuitengarten und der Hattenheimer Wisselbrunnen. Die Prädikatsweine werden mit der Hand gelesen, wodurch nur reifes Lesegut gekeltert wird. Der Most wird vorgeklärt und anschließend in Holzfässern und temperaturgesteuerten Edelstahltanks möglichst spontan zur Gärung gebracht. Seit 1988 ist das Weingut Spreitzer Mitglied der Charta-Weingüter.
Die Weine werden sowohl trocken als auch halbtrocken und fruchtig ausgebaut. Hohe Bewertungen in den Weinführern erhalten regelmäßig die Edelsüßen- und Eisweine des Guts. 2005 wurde das Weingut erstmals mit vier Gault-Millau-Trauben bewertet und gehörte damit zu den führenden Qualitätsweingütern im Rheingau. Kellermeister ist Andreas Spreitzer.

## Bewertungen
- Gault-Millau WeinGuide Deutschland 2014: 4 von 5 Trauben
- Gerhard Eichelmann Deutschlands Weine 2014: 4 von 5 Sternen